# Спатарий
Спатарий (на латински: Spatharius; на гръцки: σπαθάριος, Spatharios), букв. мечоносец – spatha-lator, от „спата“ оръжие за сеч и пробождане на римската конница, впоследствие въобще в армията, представляващо дълъг (0,7 – 1 м) двуостър меч широк около 4 – 5 см с тегло към 2 кг, бил е традиционно оръжие на галите, при които първоначално е без остър връх, за разлика от традиционния къс латински меч – гладиус.
През късната Римска империя спатарий първоначално има официално значение на имперски гвардеец (василикой спатариос – βασιλικοι σπαθαριος) – страж в sacrum cubiculum (императорската спалня и арпартаменти) и двореца в Константинопол след ІV век. Спатарии (но без да са имперски) има и при различни управители на провинции и военачалници в Империята. Например при екзарха на Равена спатарий е венецианският градоначалник, който започво да се титулува „дук“ (dux), откъдето произлиза титлата дож на Венеция. Началникът им е наричан протоспатарий, което впоследствие прераства в отделна висша титла. По-късно спатарий става не само военен чин, но и висша почетна титла във Византия. Император Юстиниан II я дава на най-близкия си съратник и бъдещ император Лъв ІІІ Исавриец. След това рангът малко спада и според „Клетеролога“ (Κλητορολόγιον) от 899 г. е 7-и по значение в йерархията след ипат (княз) и над спатарокандидат (σπαθαροκανδιδᾶτος). Като отличие за достойнството си носи меч със златен ефес. По същото време освен йрархичната титла имперски спатарий (василикой спарариос) продължава да съществува и военната длъжност спатарий в смисъл гвардеец охраняващ в двореца. След 1075 г. и предвид Алексиадата на Анна Комнина от 1148 г. титлата става незначителна и са ограничава най-вече до военното си значение. В западна Европа Lex Alemannorum така именува ковачите на мечове, а Елфрик от Еншам – самите мечоносци.
Званието спатарий е възприето и в средновековна България, а оттук и в княжество Молдова където „спатар“ е пазителя на княжеските меч и палица (боздуган).